# Terence Fisher
Terence Fisher (Maida Vale, 23 februari 1904 - Twickenham, 18 juni 1980) was een Britse filmregisseur.
Fisher was een van de meest vooraanstaande horrorregisseurs van de jaren vijftig en zestig van de 20e eeuw en vooral bekend voor zijn werk voor Hammer Film Productions. Hij was de eerste om Technicolor voor gothic horrorfilms aan te wenden.

## Leven en werk

### Eerste stappen in het filmvak
Fisher begon in 1930 te werken als clapper boy voor de Londense Bush Studios. Zes jaar later klom hij op tot filmeditor. In die functie leerde hij het filmvak gedurende ruim 10 jaar (1936-1947). De bekendste film waarvan hij de montage verzorgde was het Gainsborough melodrama The Wicked Lady (1945), een ongemeen commercieel succes dat uitgroeide tot de populairste film in Groot-Brittannië in 1946. De snode dame van de titel werd vertolkt door Margaret Lockwood, het werd haar belangrijkste succes.

### Beginjaren als filmregisseur
Fisher debuteerde als filmregisseur voor de Highbury Studio, die in het leven geroepen werd door de Rank Organisation om nieuw talent een kans te geven. In 1948 maakte hij er drie middellange dramatische B-films: de eerste was A Song for Tomorrow, waarin de jonge Christopher Lee een van zijn eerste rollen speelde. Na zijn debuut regisseerde hij 25 films in amper 9 jaar (1948-1956), waarbij hij een grote voorkeur aan de dag legde voor misdaadfilms, films noirs en drama's. Nadat hij nog enkele lowbudgetfilms gedraaid had stapte hij datzelfde jaar nog over naar Gainsborough Pictures, een toonaangevende Britse filmmaatschappij waar hij kon werken met bekende acteurs zoals Mai Zetterling, Noël Coward en Dirk Bogarde.
Aan het begin van de jaren vijftig zette Gainsborough Pictures zijn filmactiviteiten stop. In 1951 kreeg Fisher de kans om voor het in 1934 gestichte Brits filmproductiebedrijf Hammer Film Productions te werken. Zijn debuut voor Hammer betrof The Last Page, een op een toneelstuk van James Hadley Chase gebaseerde film noir met George Brent in de hoofdrol. Hij stond enkele jaren later aan de wieg van de gothic Hammer horrorfilms en leverde zo een aanzienlijke bijdrage aan de meest bekende en succesrijke periode van Hammer. In het totaal maakte Fisher 29 films voor de maatschappij.

### Zes topjaren
In 1957 regisseerde Fisher Hammers eerste horrorfilm in kleur: The Curse of Frankenstein, zijn allereerste horrorfilm, was meteen een schot in de roos. In de Verenigde Staten was de film op vier na de meest succesrijke. Zo werd Hammer horror een genre op zich. Dankzij het enorme wereldwijde succes van The Curse of Frankenstein tekende Fisher nog voor 4 vervolgfilms waarin het door Mary Shelley gecreëerde personage centraal stond. De film luidde een lange reeks goedlopende Hammer horrorfilms in en zorgde voor de definitieve doorbraak van hoofdvertolkers Peter Cushing en Christopher Lee. Beiden werden de acteurs bij uitstek in het horrorgenre. Ze verschenen samen in minstens 20 films waarvan een dozijn onder regie van Fisher.
Een jaar later verwerkte Fisher een andere gothic novel, Bram Stokers Dracula, tot de horrorfilm Dracula. In deze remake van Dracula vertolkte Christopher Lee de fictieve adellijke oervampier Graaf Dracula en Peter Cushing vampierenkenner en -jager Abraham van Helsing. De prent werd het belangrijkste commercieel en artistiek succes van Hammer en kreeg 8 sequels waarvan de eerste twee door Fisher geregisseerd werden.
In 1959 verfilmde Fisher nog enkele andere klassieke horroronderwerpen: The Hound of the Baskervilles was gebaseerd op het beroemde gelijknamige detectiveverhaal van Sir Arthur Conan Doyle, The Mummy was een remake van de gelijknamige Boris Karlofffilm  uit 1932. In beide films namen Cushing en Lee de hoofdrollen voor hun rekening. Ook deze twee films sloegen aan bij het publiek. 
In 1961 verwezenlijkte Fisher The Curse of the Werewolf, de enige film die Hammer wijdde aan de mythologische figuur van de weerwolf, hier gestalte gegeven door Oliver Reed.
In 1962 sloot Fisher zijn creatieve topperiode af met The Phantom of the Opera, zijn filmversie van de bekende gelijknamige gothic novel van Gaston Leroux. De film, toen de duurste productie van Hammer, flopte echter aan de kassa.

### Latere carrière
Na het commercieel fiasco van The Phantom of the Opera werd Fisher gedurende enige tijd opzijgeschoven door Hammer. Hij werd terug opgevist voor horrorfilm The Gorgon (1964), een zeldzaam uitstapje van Hammer en Fisher in de wereld van de Griekse mythologie. Hij mengde er de legende van de Gorgoon met het verhaal van de weerwolf.
Daarna stond hij onder meer nog in voor de regie van een aantal sequels van The Curse of Frankenstein en van Dracula.   

### Televisie
In de jaren vijftig verleende Fisher geregeld zijn medewerking aan series. Zo draaide hij in 1956-1957 11 afleveringen van de langlopende Amerikaans-Britse avonturenserie The Adventures of Robin Hood (1955-1960). In 1959 leverde hij 8 episodes af van de misdaadserie Dial 999 (1958-1959).
In 1980 overleed Fisher op 76-jarige leeftijd.

## Filmografie
- 1948 - A Song for Tomorrow
- 1948 - Colonel Bogey (1948)
- 1948 - To the Public Danger (middellange film)
- 1948 - Portrait from Life (Lost Daughter)
- 1949 - Marry Me! (I Want to Get Married)
- 1950 - The Astonished Heart
- 1950 - So Long at the Fair (The Black Curse)
- 1951 - Home to Danger
- 1952 - The Last Page (Man Bait)
- 1952 - Wings of Danger (Dead on Course)
- 1952 - Stolen Face
- 1952 - Distant Trumpet
- 1953 - Mantrap (Man in Hiding)
- 1953 - Four Sided Triangle
- 1953 - Spaceways
- 1953 - Blood Orange (Three Stops to Murder)
- 1954 - Face the Music (The Black Glove)
- 1954 - Murder by Proxy (Blackout)
- 1954 - A Stranger Came Home (The Unholy Four)
- 1954 - Final Appointment (The Last Appointment)
- 1954 - Mask of Dust (Race for Life)
- 1954 - Children Galore
- 1955 - Stolen Assignment
- 1955 - The Flaw
- 1956 - The Gelignite Gang (The Dynamiters)
- 1956 - The Last Man to Hang?
- 1957 - The Curse of Frankenstein
- 1957 - Kill Me Tomorrow
- 1958 - Dracula (Horror of Dracula)
- 1958 - The Revenge of Frankenstein
- 1959 - The Hound of the Baskervilles
- 1959 - The Mummy
- 1959 - The Man Who Could Cheat Death
- 1959 - The Stranglers of Bombay
- 1960 - The Two Faces of Dr. Jekyll
- 1960 - Sword of Sherwood Forest
- 1960 - The Brides of Dracula
- 1961 - The Curse of the Werewolf
- 1962 - The Phantom of the Opera
- 1962 - Sherlock Holmes and the Deadly Necklace
- 1963 - The Horror of It All
- 1964 - The Gorgon
- 1965 - The Earth Dies Screaming
- 1966 - Island of Terror
- 1966 - Dracula: Prince of Darkness
- 1967 - Frankenstein Created Woman
- 1967 - Night of the Big Heat (Island of the Burning Damned)
- 1968 - The Devil Rides Out (The Devil's Bride)
- 1969 - Frankenstein Must Be Destroyed (1969)
- 1973 - Frankenstein and the Monster from Hell (1973)

## Publicaties
- David Pirie: A Heritage of Horror, London: Gordon Fraser, 1973
- Wheeler Winston Dixon: The Charm of Evil: The Films of Terence Fisher, Metuchen N.J. and London: Scarecrow Press, 1991
- Paul Leggett: Terence Fisher: Horror, Myth and Religion, McFarland & Company, 2002
- Peter Hutchings: Terence Fisher (British Film-makers), 2013

- Bibsys: 90853635
- Biblioteca Nacional de España: XX1194816
- Bibliothèque nationale de France: cb11965716m (data)
- Catàleg d'autoritats de noms i títols de Catalunya: 981058529043506706
- Gemeinsame Normdatei: 119517442
- International Standard Name Identifier: 0000 0001 2117 8711
- Library of Congress Control Number: n84238762
- Nationale Bibliotheek van Tsjechië: ola2009488345
- Nationale Bibliotheek van Israël: 987007462109105171
- Nederlandse Thesaurus van Auteursnamen: 071867147
- LIBRIS: 170784
- SNAC: w6hv7b6k
- Système universitaire de documentation: 027663116
- Trove: 895359
- Virtual International Authority File: 2478982
- WorldCat: E39PBJkxM96tqprTvqpGrBFqcP